# Сигнатура (видавнича справа)
Сигнатура в поліграфії — цифра, порядковий номер друкованого аркуша видання, що проставляється у лівому нижньому куті на першій сторінці кожного друкованого аркуша (зошита). Одне із значень терміну „кустос“ в друкарстві. Поряд з сигнатурою на першій сторінці ставиться норма — скорочена назва книги, номер друкарського замовлення, або прізвище автора. Далі сигнатура повторюється на третій сторінці із зірочкою (вже без норми). На титульному аркуші сигнатуру ніколи не ставлять.
- ℺[1]